# Chwalimierz

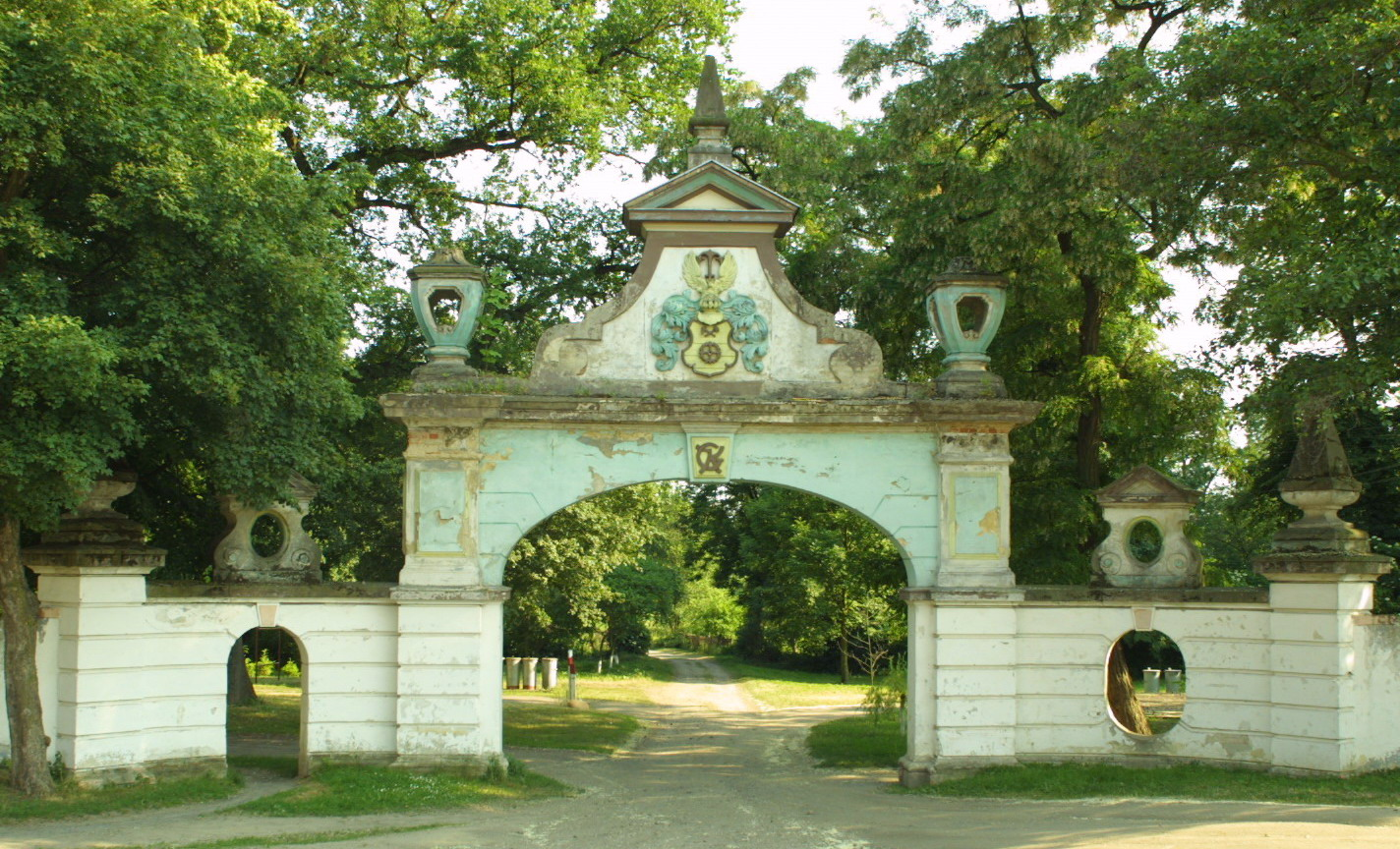
Eingang zum vormaligen Schloss Frankenthal

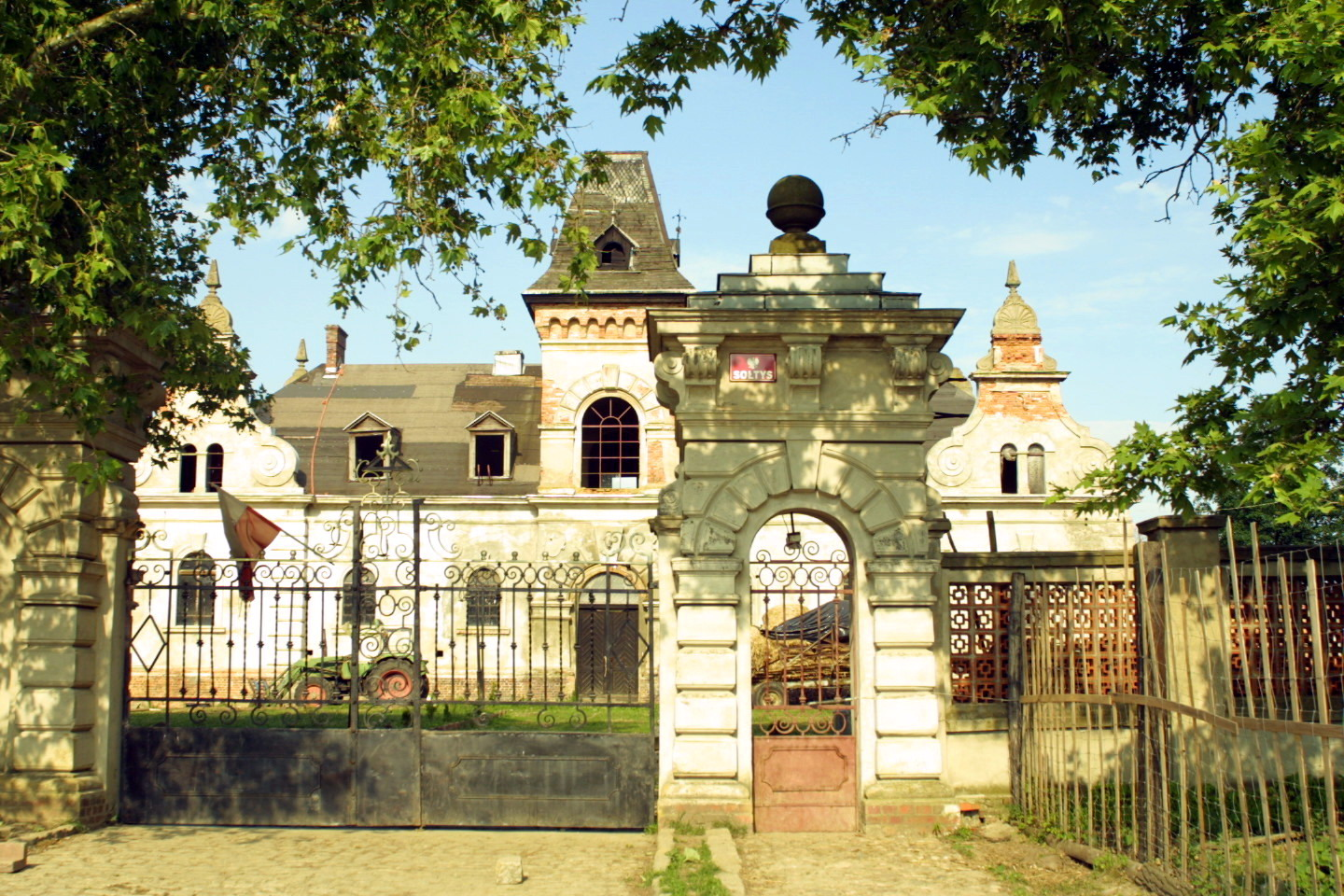
Stallgebäude des Schlosses

Chwalimierz (deutsch Frankenthal) ist ein Ort in der Stadt- und Landgemeinde Środa Śląska (Neumarkt in Schlesien) im Powiat Średzki der Woiwodschaft Niederschlesien in Polen.

## Lage
Das Dorf liegt etwa zwei Kilometer südöstlich von Środa Śląska (Neumarkt in Schlesien) und etwa 31 Kilometer von Breslau entfernt. Nachbarorte sind Jugowiec (Hausdorf) im Osten, Ciechów (Dietzdorf) im Süden, Ogrodnica (Schönau) im Westen und Środa Śląska im Norden.

## Geschichte
Das Dorf war vormals in Ober- und Nieder-Frankenthal unterteilt. Nach dem Ersten Schlesischen Krieg fiel Frankenthal 1741/42 mit dem größten Teil Schlesiens an Preußen. Die alten Verwaltungsstrukturen wurden aufgelöst und Frankenthal in den Landkreis Neumarkt eingegliedert, mit dem es bis 1945 verbunden blieb. Im Zuge der Stein-Hardenbergischen Reformen gehörte es seit 1815 zum Regierungsbezirk Breslau in der Provinz Schlesien.
Mitte des 19. Jahrhunderts fungierte als Verwalter ein gewisser Gutsbesitzer Schaubert. Das Dominium zinste dem königlichen Rentamt Neumarkt. 1811 betrug der Kaufpreis des Gutes einschließlich Buchwäldchen 135.000 Reichstaler. 1845 zählte Frankenthal 57 Häuser, ein herrschaftliches Schloss, zwei Vorwerke, zwei Wassermühlen, zwei Windmühlen, eine Ziegelei, zwei Wirtshäuser und fünf Handwerker. Frankenthal war evangelisch und katholisch nach Neumarkt gepfarrt. Die Einwohnerzahl betrug 407 (davon 174 katholisch und der Rest evangelisch). 1882 erwarb das Schlossgelände Georg von Kramsta von den Erben der Wiedebach-Nostitz, denen das Rittergut seit etwa 100 Jahren gehört hatte. Christian Georg von Kramsta, Rittergutsbesitzer auf Frankenthal, errichtete 1884/85 das dortige Schloss. 
Gegen Ende des Zweiten Weltkriegs wurde Frankenthal im Frühjahr 1945 von der Roten Armee eingenommen und bald darauf von der sowjetischen Besatzungsmacht zusammen mit fast ganz Schlesien unter polnische Verwaltung gestellt. Frankenthal erhielt den polnischen Namen Chwalimierz. Nachfolgend wurde die einheimische deutsche Bevölkerung von der örtlichen polnischen Verwaltungsbehörde vertrieben. Die neu angesiedelten Bewohner waren teilweise Zwangsumgesiedelte aus Ostpolen, das an die Sowjetunion gefallen war.

## Sehenswürdigkeiten
- Schloss Frankenthal, 1884/85 errichtet von dem Rittergutsbesitzer Christian Georg von Kramsta. 1945 durch sowjetische Soldaten geplündert, zerstört und nicht wieder aufgebaut. Nach Einsturz des Daches in den 1950er Jahren, wurden die Steine teilweise abgetragen und als Baummaterial wiederverwendet. Heute ist von dem Hauptgebäude ein Relikt des viereckigen zinnengekrönten Turmes mit einem Treppenhaus erhalten. An der Fassade ist das Wappen derer von Kramsta zu erkennen. Umgeben von den Überresten eines verwilderten Schlossparks, Stallungen, Wohn- und Wirtschaftsgebäuden, einer Schmiede und einer Backsteinkapelle aus den Jahren 1880 bis 1900. Die Nebengebäude dienen heute teilweise als Wohngebäude. Die zugehörige Backsteinkapelle wurde 1972/75 renoviert und seither als katholische Herz-Jesu-Kirche genutzt.[2]

## Persönlichkeiten
- Paul Marklowsky (1911–1998), deutscher Jurist und Politiker